# Miroppia zealandica
Miroppia zealandica är en kvalsterart som beskrevs av Hammer 1968. Miroppia zealandica ingår i släktet Miroppia och familjen Oppiidae. Inga underarter finns listade i Catalogue of Life.